# Yann Martel
Yann Martel (Salamanca, 25 giugno 1963) è uno scrittore canadese.

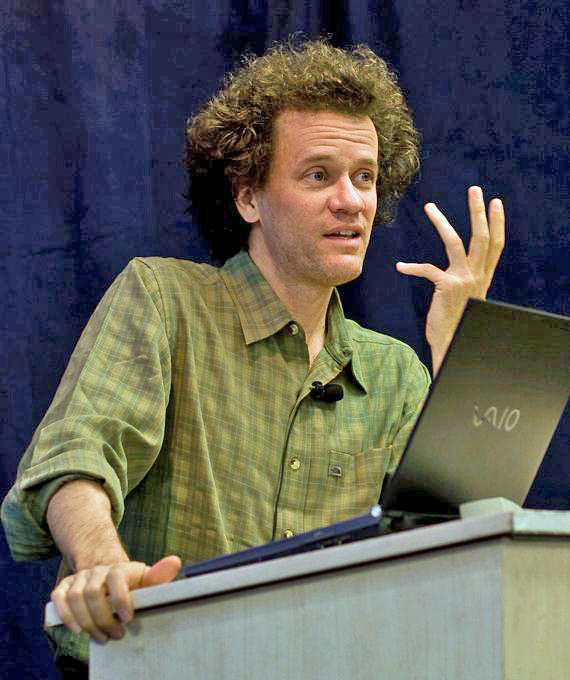
Yann Martel nel 2007

La sua opera più conosciuta è Vita di Pi, libro che gli è valso il prestigioso Booker Prize per la narrativa nel 2002.

## Vita
Nasce a Salamanca, in Spagna, da genitori franco-canadesi. Dopo aver studiato filosofia all'università Trent a Peterborough, Ontario all'età di ventisette anni cominciò la sua carriera di scrittore. Ha viaggiato molto in tutto il mondo, trascorrendo del tempo in Iran, Turchia e India. Vivere dentro o visitare molte culture ha influenzato il suo modo di scrivere, fornendo la ricca miscellanea culturale che fa da sfondo alle sue opere. Per scrivere Vita di Pi, Martel trascorse sei mesi in India visitando moschee, templi, chiese e zoo, oltre ad un intero anno passato a leggere testi religiosi. Dopo questa ricerca, la vera e propria stesura del libro richiese altri due anni.
Martel collaborò anche con il compositore canadese Omar Daniel, compositore del Royal Conservatory of Music a Toronto, su un pezzo per pianoforte, quartetto d'archi e basso. La composizione, You Are Where You Are, si basò su un testo scritto da Martel, che incluse anche parti di conversazioni al cellulare estratte da momenti di un giorno ordinario.

## Opere
- Io, Paul e la storia del mondo (The Facts Behind the Helsinki Roccamatios, 1993), e/o, 1994
- Self: lui, lei, o forse entrambe le cose (Self, 1996), Piemme, 2008
- Vita di Pi (Life of Pi, 2001), Piemme, 2003
- Me myself and I (2004)
- Beatrice e Virgilio (Beatrice and Virgil, 2010), Piemme, 2013
- Lo sguardo di Odo (The High Mountains of Portugal, 2016), Frassinelli, 2017

## Riconoscimenti letterari
- Vincitore del Booker Prize per la Narrativa nel 2002
- Vincitore del Hugh MacLennan Prize per la Narrativa nel 2001
- Fra i favoriti del Governor General's Award per la Narrativa nel 2001
- Fra i favoriti del Chapters/Books in Canada First Novel Award
- Il suo racconto The Facts Behind the Helsinki Roccamatios fu il vincitore del Journey Prize nel 1991

## Filmografia
- Vita di Pi, regia di Ang Lee (2012) (soggetto)